# جبل زعابة
جبل زعابة يقع في مدينة الرويضة التابعة لمحافظة القويعية، يبلغ ارتفاعه 200 م وبه غار تبلغ مساحته 500 م ويقع على ارتفاع 100 م.